# Аніелло Деллакроче
Аніелло Джон «Ніл» Деллакроче (англ. Aniello John "Neil" Dellacroce, 15 березня 1914 — 2 грудня 1985) – американський гангстер та заступник нью-йоркської злочинної родини Гамбіно. Піднявся до посади заступника, коли Карло Гамбіно відсунув Джозефа Біондо. Деллакроче був наставником майбутнього боса Гамбіно Джона Готті.
2 грудня 1985 року Деллакроче помер від раку у віці 71 року в лікарні Непорочної Марії в Квінзі.

## Життєпис
Деллакроче народився 15 березня 1914 року в Нью-Йорку в родині Франческо та Антуанетти Деллакроче, іммігрантів з Італії в першому поколінні. Виріс у районі Маленької Італії на Мангеттені. Його прізвисько «Ніл» було американізацією «Аніелло». У Деллакроче був один брат, Карміне. Аніелло був одружений на Люсіль Ріккарді. В подружжя було четверо дітей.
Наприкінці 1930-х років Деллакроче приєднався до злочинної сім'ї Мангано, попередниці сім'ї Гамбіно, і незабаром почав зв'язуватися з заступником Альбертом Анастазією. Після зникнення давнього боса Вінсента Мангано Анастасія став босом сім'ї та підвищив Деллакроче до капітана. Через його квадратну форму обличчя деякі учасники Гамбіно прозвали його «Поляк».
Пізніше Деллакроче став наставником Джона Готті. Деллакроче купив соціальний клуб Ravenite в Маленькій Італії, який незабаром став популярним соціальним клубом Гамбіно та штаб-квартирою Деллакроче. 25 жовтня 1957 року озброєні люди вбили Анастасію в перукарні готелю на Манхеттені. Карло Гамбіно перебрав сім'ю.
15 жовтня 1976 року Карло Гамбіно помер в себе вдома природною смертю. Всупереч очікуванням, він призначив Пола Кастеллано своїм наступником замість свого заступника та прямого спадкоємця Деллакроче. Гамбіно вірив, що його сім'я виграє від того, що Кастеллано зосередиться на бізнесі білих комірців. У той час Деллакроче був ув'язнений за несплату податків і не зміг оскаржити правонаступництво Кастеллано.